# Az ébrenlét mögött
Az ébrenlét mögött 2006-ban készült színes magyar dokumentumfilm Vereb Vean András rendezésében. A film Huzella Péter és Zalán Tibor daláról kapta a címét.

## A filmről
A mozgalmas dokumentumfilm korabeli filmfelvételek, fényképek és újonnan forgatott interjúk felhasználásával vezeti végig a nézőt azon a folyamaton, amely a kilencvenes évek elején vette kezdetét Tiszaújvárosban (az akkori Leninvárosban).
Néhány fiatal a Mobil Klubból elvonult Szanticskára, ebbe a kihalásnak induló csereháti faluba, és ahogy belemerültek egy folktábor szervezésébe, majd megvalósításába, olyan kulturális, kommunikációs és léleképítő kincset fedeztek fel magukban és egymásban, amire a legkevésbé sem számítottak. Ez az érték az a nyitottság, elfogadás és szabadság volt, ami a rendszerváltás hajnalán természetes módon szabadult fel azokból a fiatalokból (is), akik akkorra már kipróbálták a hivatalos kultúra által biztosított, a korabeli városban hozzáférhető kereteket, és azt a maguk számára másképp kívánták megteremteni és újrafogalmazni.
A 36. Kelet- és Dél-Magyarországi Függetlenfilm Szemle legjobb dokumentumfilmje és a IV. Országos Helytörténeti Dokumentumfilm Szemle különdíja elismerését is megkapta.
2007. január 25-én a békéscsabai IFIHázban már közönségtalálkozóval egybekötött vetítést tartottak az alkotók, a film országos bemutatója a Magyar Televízióban 2008. június 3-án volt.